# Marie-Madeleine Compère
Pour les articles homonymes, voir Compère.
Marie-Madeleine Compère, née  le 14 mars 1946 à Château-Gontier et morte le 7 novembre 2007 à Paris, est une historienne moderniste française, spécialiste de l'histoire de l'éducation, principalement sous l'Ancien Régime.

## Biographie
Marie-Madeleine Compère est née le 14 mars 1946 à Château-Gontier dans la Mayenne. Son père est principal de collège. Elle entre à l'École des Chartes à 18 ans et y soutient en mars 1968 sa thèse consacrée aux chanoines de Chartres au XVIIIe siècle.

### Renouvellement historiographique
Elle est recrutée comme assistante, à l'École pratique des hautes études, par François de Dainville, dont la pensée et les méthodes la marquent durablement et dont elle introduit l'œuvre dans la communauté historienne,. Quoique chartiste de formation, elle renonce au métier de conservateur, comme à celui d'enseignant, pour se consacrer uniquement à la recherche. Ingénieure de recherche, elle fait l'essentiel de sa carrière au service d'histoire de l'éducation de l'Institut national de recherche pédagogique où elle est recrutée en 1977, un des tout premiers personnels scientifiques du service d'histoire de l'éducation.
Marie-Madeleine Compère est une des initiatrices, avec son mari Dominique Julia et Roger Chartier mais aussi Willem Frijhoff, Jacques Ozouf et François Furet, d'un renouvellement historiographique majeur des années 1970, la naissance d'une histoire de l'éducation établie selon les règles académiques et qui participe d'une histoire culturelle globale. Ce tournant apparaît nettement dès leur premier ouvrage, L’Éducation en France du XVIe au XVIIIe siècle, qui, renouvelant le questionnaire de l'histoire de l'éducation, est remarqué dès sa parution,. Marie-Madeleine Compère contribue aussi à l'enquête collective sur l'alphabétisation en Languedoc dirigée par François Furet et Jacques Ozouf. La dimension collective de son travail historien est une des originalités de Marie-Madeleine Compère : un tiers de sa production est réalisée en collaboration, dont une bonne part avec son mari Dominique Julia.

### Les établissements scolaires
Son œuvre majeure est une série de répertoires et d'études sur les collèges de l'Ancien Régime en France. Les deux premiers volumes, consacrés à la France du Midi puis à la France du Nord et de l'Ouest sont publiés avec son mari Dominique Julia en 1984 et en 1988. Le troisième, qu'elle rédige seule, est centré sur Paris et paraît en 2002. Le quatrième est presque achevé à sa mort en 2007. La parution du premier est saluée comme un événement,,, tandis que le second est « attendu avec impatience ». Comme le souligne George Huppert, « There has never been a reference work providing a guide to ancien
regime schools so ambitious in scale. ». Le troisième tome est qualifié d'« outil de travail qui deviendra vite indispensable »,.
Ses ouvrages sur les collèges de l'Ancien Régime présentent, pour chaque établissement, une notice historique. Ces volumes établissent donc un panorama des établissements scolaires à cette époque. L'importance de ces instruments de travail dans l'ensemble de ses publications est une autre originalité de Marie-Madeleine Compère, dont les travaux s'appuient volontiers sur des analyses quantitatives et de nombreuses cartes, qu'elle aime particulièrement. Ces études s'inscrivent dans un renouvellement de l'histoire des institutions scientifiques, elle-même partie intégrante d'une histoire des savoirs.
Ce travail est prolongé, quand, en 2001, elle dirige un numéro de la revue Histoire de l'éducation consacré à l'histoire de l'établissement d'enseignement secondaire en France. Elle donne aussi à cette revue de nombreux articles qui étudient notamment le fonctionnement de la classe au quotidien dans les collèges d'Ancien Régime.

### Disciplines et histoire comparée
Marie-Madeleine Compère publie en 1985 un ouvrage consacré à la généalogie de l'enseignement secondaire français, dans la collection Archives chez Gallimard/Julliard, qui dépasse les ruptures chronologiques habituellement utilisées et souligne les stabilités de l'institution scolaire,. cet ouvrage est issu de sa thèse, soutenue sous la direction de François Furet la même année.
Sa production historique ne se limite pas à l'histoire des établissements, mais aborde également l'histoire des disciplines et des savoirs scolaires. Elle met au jour des sources nouvelles, comme des copies d’élèves annotées au collège jésuite Louis-le-Grand vers 1720, qui sont qualifiées d'« exceptionnelles »,. Leur étude est pionnière puisqu'il s'agit de présenter un enseignement non pas seulement donné mais restitué par les élèves.
Grâce à un séjour de 1989 à 1992 à Florence où Dominique Julia enseigne à l’Institut universitaire européen, Madeleine Compère élargit ses travaux à l'Europe par un essai historiographique paru en 1995,, et la participation à un ouvrage collectif sur le temps scolaire en 1997. Cette démarche d'histoire comparée est un autre trait original.
Marie-Madeleine Compère écrit six livres, en dirige quatre autres et rédige une trentaine d'articles. Elle meurt, emportée par la maladie, le 7 novembre 2007 dans le 20e arrondissement de Paris.

## Principaux ouvrages

### Ouvrages personnels
- Du collège au lycée (1500-1850) : généalogie de l'enseignement secondaire français, Paris, Gallimard/Julliard, coll. « Archives », 1985, 294 p. (ISBN 2-07-070387-8)[17],[18].
- L'histoire de l'éducation en Europe : essai comparatif sur la façon dont elle s'écrit, Paris/Berne, INRP/Peter Lang, 1995, 296 p. (ISBN 9782734204695)[21],[22],[23].
- Les collèges français (XVIe – XVIIIe siècles) : Répertoire, t. 3 : Paris, Paris, INRP, coll. « Bibliothèque de l'histoire de l'éducation » (no 10), 2002, 478 p. (ISBN 9782734208860, lire en ligne)[14],[15].

### Ouvrages collectifs
- Roger Chartier, Marie-Madeleine Compère et Dominique Julia, L’Éducation en France du XVIe au XVIIIe siècle, Paris, SEDES-CDU, 1976, 304 p. (ISBN 978-2-7181-5201-1)[7].
- Marie-Madeleine Compère et Dominique Julia, Les collèges français (XVIe – XVIIIe siècles) : Répertoire, t. 1 : France du Midi, Paris, CNRS/INRP, 1984, 759 p. (ISBN 978-2-7342-0003-1)[8],[9],[10],[11].
- Marie-Madeleine Compère et Dominique Julia, Les collèges français (XVIe – XVIIIe siècles) : Répertoire, t. 2 : France du Nord et de l’Ouest, Paris, CNRS/INRP, 1988, 710 p. (ISBN 978-2-7342-0196-0)[12],[13].
- Marie-Madeleine Compère et Dolorès Pralon-Julia, Performances scolaires de collégiens sous l’Ancien Régime : Étude de six séries d’exercices latins rédigés au collège Louis-le-Grand vers 1720, Paris, INRP/Publications de la Sorbonne, 1992, 266 p. (ISBN 978-2-85944-215-6, lire en ligne)[19],[20].
- Marie-Madeleine Compère (dir.), Histoire du temps scolaire en Europe, Paris, INRP/Économica, 1997, 392 p. (ISBN 9782717832891)[24].
- Marie-Madeleine Compère, Jacques Verger, Gérard Bodé, Patrick Ferté, Philippe Marchand, Danièle Alexandre-Bidon, Brigitte Dancel et Yves Gaulupeau, Le patrimoine de l’Éducation nationale, Charenton-le-Pont, Flohic, 1999, 989 p. (ISBN 978-2842340346)[25].
- Marie-Madeleine Compère et Philippe Savoie (dir.), L’établissement scolaire : Des collèges d’humanités à l’enseignement secondaire, (XVIe – XXe siècles), n° spécial 90 de Histoire de l’éducation, 2001 (ISBN 978-2-7342-0889-1, lire en ligne).

### Notices biographiques
- Armelle Sentilhes, « Marie-Madeleine Compère (1946-2007) », Bibliothèque de l'École des chartes, vol. 165, no 2,‎ 2007, p. 630–632 (lire en ligne, consulté le 8 juillet 2022).
- Boris Noguès et Philippe Savoie, « Marie-Madeleine Compère (1946-2007) », Histoire de l’éducation, no 124,‎ 1er octobre 2009, p. 7–26 (ISSN 0221-6280, DOI 10.4000/histoire-education.2058, lire en ligne, consulté le 8 juillet 2022).